# Osprzęt
Osprzęt, armatura – pomocnicze elementy instalacji,  maszyn i urządzeń niezbędne do ich prawidłowego działania albo zwiększające lub zmieniające ich funkcjonalność, np. osprzęt elektryczny, hydrauliczny, gazowy, rowerowy, budowlany.
W znaczeniach szczególnych:
- osprzęt żaglowca – elementy żaglowca przenoszące siłę wiatru na kadłub: omasztowanie, olinowanie, ożaglowanie,
- osprzęt pokładowy,
- osprzęt kablowy,
- osprzęt kotła,
- osprzęt maszyny – wymienne elementy pozwalające zmienić funkcjonalność maszyny, np.:
  - osprzęt koparki: łyżka, chwytak, kafar itp.,
  - osprzęt spycharki,
- osprzęt gazowy,
- osprzęt rowerowy – przede wszystkim manetki, przerzutki, klamki hamulcowe, ale też wyposażenie dodatkowe, np. licznik, dynamo lub oświetlenie.